# Moni Ovadia
Salomone « Moni » Ovadia, né le 16 avril 1946 à Plovdiv en Bulgarie, est un comédien, dramaturge, écrivain, compositeur et chanteur italien.

## Biographie
Né à Plovdiv, en Bulgarie, Moni Ovadia s'installe dès son plus jeune âge à Milan, avec sa famille d'ascendance israélite séfarade qui est cependant implantée, depuis de nombreuses années, dans un milieu yiddish en Europe centrale. Ce contexte particulier influencera l'ensemble de son œuvre en tant qu'homme et en tant qu'artiste, au cours de laquelle il s'est entièrement consacré à récupérer et recycler le patrimoine musical, artistique, littéraire et religieux des Juifs d'Europe orientale.
Ovadia a obtenu une licence en science politique à l'université de Milan. Parallèlement à son parcours académique, il fait ses premiers pas dans la vie d'artiste, sous la direction de Roberto Leydi, avec qui il commence sa carrière en tant que chanteur et musicien dans le groupe Almanacco Popolare, dirigé par Sandra Mantovani. Au début des années soixante-dix, il fonde le groupe Folk internationazionale, puis Ensemble Havadià, où il joue du violon, de la guitare et de la trompette, et avec lequel il compose les albums Festa Popolare, Daloy Polizei, Il Nonno di Jonny, Le Mille e una Notte et (déjà sous le nom de Ensemble Havadià) Ensemble Havadià e Specchi. Avec ce nouveau genre musical (à l'époque), que nous pourrions appeler aujourd'hui folk-progressif, il participe aux grands festivals européens de musique folk. Avec le groupe Stormy Six, il anime la coopérative l'Orchestra, le premier exemple de label indépendant italien.

### Théâtre
Il fait ses débuts au théâtre en 1984. En 1987, lors du Festival de la culture juive du théâtre Pier Lombardo de Milan (aujourd'hui théâtre Franco Parenti), il incarne le protagoniste de la série Dalla sabbia dal tempo écrit et mis en scène par Mara Cantoni, qui met en évidence ses talents d'acteur-chanteur. En 1990, il fonde le TheaterOrchestra et travaille avec le CRT Artificio de Milan, avec lequel il produit Golem, spectacle qu'il représentera lors d'une tournée internationale passant par Bari, Milan, Rome, Berlin, Paris et New York.
Au cours de cette même année, il incarne Jean V, roi de Portugal (acteur et narrateur) lors de la première représentation de Blimunda de Azio Corghi avec The Swingle Singers mise en scène par Zoltán Peskó au théâtre lyrique de Milan, La Scala.
Le spectacle Oylem Goylem (« Le monde est stupide » en langue yiddish), avec lequel il attire l'attention du grand public, marque un tournant dans sa carrière. Ce spectacle mêle habilement musique, klezmer, qu'Ovadia chante d'une voix profonde et passionnée, discussions menées à la lumière de la culture et du witz, l'humour juif traditionnel, anecdotes et blagues. Le spectacle a été retransmis par les chaînes de la Rai et, en 2005, édité en coffrets DVD par Einaudi.
En 1994, Il commence à travailler avec Roberto Andò, sur l'œuvre multimedia Frammenti sull'Apocalisse, qui sera ensuite présentée au festival Romaeuropa en juillet 1995. Au début de l'année 1995, il monte, avec Mara Cantoni, Dybbuk, un spectacle sur l'Holocauste, qui devient l'un des événements les plus importants de la saison théâtrale. La même année, il commence à monter Taibele et son démon, avec Pamela Villoresi. Toujours en 1995, naît Diario ironico dall'esilio écrit avec Andò et produit par le Teatro Biondo Stabile de Palerme.
En février 1996, il est sur scène aux côtés de Mara Cantoni (it), au Piccolo Teatro de Milan, avec Ballata di fine millenio, qui partira en tournée dans toute l'Italie. La même année, il participe au festival de Gibellina avec le spectacle Pallida madre, tenera sorella, mis en scène par Piero Maccarinelli (it).
En 1997, il travaille de nouveau pour le Teatro Biondo, une fois de plus en collaboration avec Andò, qui ensuite, mettra en scène leur pièce Il Caso Kafka. En octobre 1998, il joue dans un spectacle produit exclusivement pour le Teatro Stabile de Trieste et intitulé Trieste... ebrei et dintorni. Le mois suivant, le Piccolo Teatro de Milan produit Mame, mamele, mamma, mamà... qu'il écrit, met en scène et représente avec la TheaterOrchestra.
En décembre 1999, c'est le tour de Joss Rakover si rivolge a Dio, suivi un an plus tard de Tevjie und mir. À partir de ce spectacle, en 2002, Ovadia adapte et interprète la version italienne de Un violon sur le toit (Fiddler on the Roof) (il violonista sul tetto). En 2001, il commence un spectacle sur l'argent, intitulé Il Banchiere errante. Enfin, en 2003, il produit l’œuvre L'armata a cavallo.
En 2005, il collabore avec les Modena City Ramblers sur leur album consacré au soixantième anniversaire de la libération de l'occupation nazie-fasciste, Appunti partigiani (it), prêtant sa voix pour la chanson Oltre il ponte (it). En 2005, il a remporté le prix Colombe d'Oro per la Pace (it), un prix décerné chaque année par l'« Archivio disarmo » à une personnalité qui se distingue sur la scène internationale.
De 2003 à 2008, il a été directeur artistique de Mittelfest de Cividale del Friuli pendant six éditions(deux mandats). Au cours de la saison théâtrale 2008/2009, il est en tournée avec le spectacle La bella utopia, qui raconte l'histoire du communisme en Union soviétique.

### Film, TV et radio
Outre les pièces de théâtre, Ovadia a également joué dans des films et présenté des programmes de télévision. Il a été avec Bruno Ganz l'un des protagonistes de Diario senza date, réalisé par Andò, qui a ensuite été présenté à la Mostra du Cinéma de Venise. Il a, par la suite, prêté son visage à d'autres longs-métrages, tels que La vera vita d'Antonio H. Enzo Monteleone, où il joue un musicien juif, Journal intime (Caro diario) de Nanni Moretti et Facciamo paradiso de Mario Monicelli.
En 1994, il a également animé le programme radio Note spettinate, diffusé sur Rai Radio 2, dont il est également l'auteur avec Mara Cantoni.
En 2007, il a joué le rôle du narrateur dans le film conspirationniste Zéro - Enquête sur le 11 septembre (it) des réalisateurs Franco Fracassi et Francesco Trento, selon un scénario de Giulietto Chiesa.
En 2009, il a joué un rabbin dans le film Mi ricordo Anna Frank (it).

### Vie privée
Ovadia est végétarien, pour des raisons à la fois d'éthique et de santé. Il était un grand admirateur et ami du prêtre Don Gallo. Il se déclare agnostique ; dans la journée du 5 novembre 2013, il déclare dans une interview pour Il Fatto Quotidiano qu'il s'est décidé à quitter sa communauté juive en raison des atrocités commises par l'État d'Israël contre le peuple palestinien et aussi à cause des blagues que Berlusconi a faites sur les victimes de l'Holocauste, en disant notamment que ses enfants « disent qu'ils se sentent comme devaient se sentir les familles juives en Allemagne sous le régime de Hitler. »

### Engagement politique
Lors des Élections générales italiennes de 2013, il a déclaré avoir voté pour la liste Rivoluzione Civile de Antonio Ingroia. Pour les élections européennes de 2014 il s'est directement rendu sur le terrain en se portant candidat pour la liste L'autre Europe avec Tsipras. À la suite de l'élection du 25 mai, il a été élu au Parlement européen dans la circonscription Italie nord-ouest (qui regroupe les collèges de Piémont, Lombardie, Ligurie et Val d'Aoste). Avec 33 478 voix, il est le premier candidat de la circonscription du Nord-Ouest pour la liste Tsipras (il est le seul à l'instar de Barbara Spinelli et Eleonora Forenza à être élu pour la liste des élections européennes 2014), mais renonce à sa place, comme il l'avait annoncé depuis le début, en faveur du premier des non-élus de sa circonscription : le candidat en tête de liste dans le Nord-Ouest Curzio Maltese.
Le 29 août 2014, peu de temps après la première trêve « durable » depuis le début de l'opération "Bordure protectrice" entre Israël et la Palestine, Ovadia accorde une nouvelle interview au quotidien Il Fatto Quotidiano expliquant pourquoi il soutient les droits de la Palestine et comment l'obsession pour l'antisémitisme, la Shoah et l’ultra-nationalisme israélien sont exploités par Israël et la droite « réactionnaire » de Benyamin Netanyahou pour continuer à tuer et coloniser les territoires palestiniens par le biais de la propagande. Il s'agit de points de vue très controversés chez les juifs italiens, comme on peut le constater dans Moked, le journal Internet de l'Union des Communautés Juives Italiennes.

## Filmographie
- Journal intime (Caro diario) de Nanni Moretti (1993)
- Autunno de Nina Di Majo (1999)
- Zéro - Enquête sur le 11 septembre (it), réalisé par Franco Fracassi et Francesco Trento (2007)

## Discographie
- Oltre i confini - ebrei e zingari, enregistré avec Moni Ovadia Stage Orchestra, Gênes, Promo Music Records / Edel, 2011
- Benvenuti net ghetto, avec les Stormy Six, BTF, 2013

Enfin, Ovadia a également co-produit un album qui compile les musiques de certaines de ses pièces : Oylem Goylem, Dybbuk, Ballata di fine millennio et Nigun .

## Distinctions
- En 1995, la ville de Florence lui a décerné le Sigilio per la Pace.
- En 2007, l'université de Pavie lui a décerné un doctorat honoris causa en lettres.
- En 2006, la municipalité de Monfalcone lui a remis le Sceau de la ville.
- En 2013, la commune de Sinalunga lui a conféré le titre de citoyen d'honneur.

## Récompenses
- Le 27 mai 2010 la Società Psicoanalitica Italiana (Société italienne de psychanalyse), à l'occasion de son quinzième Congrès national, lui a décerné le prix Cesare-Musatti.